# شتيفان هاجر
شتيفان هاجر (بالألمانية: Stefan Hager)‏ هو لاعب كرة قدم نمساوي، ولد في 25 يناير 1995 في النمسا. شارك مع منتخب النمسا تحت 17 سنة لكرة القدم. أما مع النوادي، فقد لعب مع لاسك لينتس.

## وصلات خارجية
- شتيفان هاجر على موقع قاعدة بيانات كرة القدم.إي يو (الإنجليزية)
- شتيفان هاجر على موقع Soccerway.com (الإنجليزية)
- شتيفان هاجر على موقع عالم كرة القدم.نت (الإنجليزية)